# パルタモ
パルタモ(フィンランド語: Paltamo、典: Paltamo, Paldamo)はフィンランド、カイヌー県の自治体。カヤーニ郡に属する。人口は3,184人、面積は1,139.12km2であり、このうち220.23km2は水域面積になっている。人口密度はkm2あたり3.47人。主にコンティオマキとパルタモに地域が分かれており、コンティオマキには約600人が住んでいる。
フィンランド語のみを公用語に指定している。

## 歴史
パルタモに人が定住し始めたのは8500年前だとされている。今までで最も洗練されていると思われる発見は熊の頭の形をした何らかの兵器である。
1552年にグスタフ・ヴァーサ王がオウル湖の周辺の地域に住むようにといった形の命令している。140の家族が命令によってこの地に訪れた。1555年には133の家族がいたとされている。パルタモの絵画教会は1726年にヨハン・シモンポイカ・クヌブ(Johan Simonpoika Knubb)によって建てられた。また、そこには四つの教会がある。フィンランド語系の叙情詩人で最も有名なエイノ・レイノはホヴェロで1878年に生まれた。このような歴史はあるが現在のパルタモは徐々に衰退傾向にある。

## 紋章学
フィンランド語ではパルタモはタールを乗せたボートを意味している。その由来はパルタモの紋章金の裏地の上にかかれた三つのタールボートから来ている